# Journal of Physics: Condensed Matter
Journal of Physics: Condensed Matter is een internationaal, aan collegiale toetsing onderworpen wetenschappelijk tijdschrift op het gebied van de fysica van de gecondenseerde materie.
De naam wordt in literatuurverwijzingen meestal afgekort tot J. Phys. Condens. Matter.
Het wordt uitgegeven door IOP Publishing namens het Britse Institute of Physics en het American Institute of Physics en verschijnt wekelijks.
Het tijdschrift is in 1989 gestart als voortzetting van Journal of Physics C (vastestoffysica) en Journal of Physics F (metallurgie).